# Wolé Parks
 (février 2013).
Si vous disposez d'ouvrages ou d'articles de référence ou si vous connaissez des sites web de qualité traitant du thème abordé ici, merci de compléter l'article en donnant les références utiles à sa vérifiabilité et en les liant à la section « Notes et références ».
Pour les articles homonymes, voir Parks.
Wolé Parks est un acteur américain né le 27 juillet 1982 à New York.

## Biographie
Né le 27 juillet 1982 à New York, Parks est diplômé de l'Université de New York avec un BFA en beaux-arts et un BA en mathématiques. Sa filmographie inclut des rôles dans New York, police judiciaire, ainsi que le premier rôle dans la sixième saison de la série d'anthologie de MTV Undressed. 
En plus d'être acteur, Parks est impliqué dans le débat politique et est un membre actif de Democracy for NYC (DFNYC), un groupe politique populaire formé par d'anciens soutiens d'Howard Dean lors de la campagne présidentielle de 2004.
Parks vit actuellement à New York, dans le Bronx.
En 2012, il décroche le rôle de Sam Alexander en tant que majordome chez Alejandro Rubio dans la série Devious Maids, mais il ne fera pas partie de la saison 2.
En 2016 il décroche le rôle de Cade dans la saison 8 de The Vampire Diaries et incarne le diable en personne.
En 2021, il incarne John Henry Irons (L'étranger) dans la série Superman & Loïs.

## Filmographie

### Cinéma
- 2012 : Premium Rush : Manny
- 2015 : Man Down : Chance

### Télévision
- 2007 : New York, police judiciaire : Thomas Ryland (saison 17, épisode 18)
- 2009 : New York, police judiciaire : Sergent Elias (saison 20, épisode 10)
- 2009 : New York, section criminelle : substitut du procureur Damon Whitney (saison 8, épisode 3)
- 2009 : Gossip Girl (saison 3, épisode 9) : Un homme du cabinet du maire (Tripp Vanderbilt)
- 2012 : Next Caller : Keith Calloun
- 2013-2014 : Devious Maids : Sam Alexander
- 2015 : Ray Donovan : Carl  Lafell
- 2015 : Royal Pains : Prince couronné Quami Obua
- 2016 : Vampire Diaries : Cade
- 2018: 9-1-1 (saison 1 épisode 1) : Inconnu
- 2020 : New York, unité spéciale (saison 21, épisode 11) : Markeevious Ryan
- 2021 : Superman & Lois : John Henry Irons